# David Attard

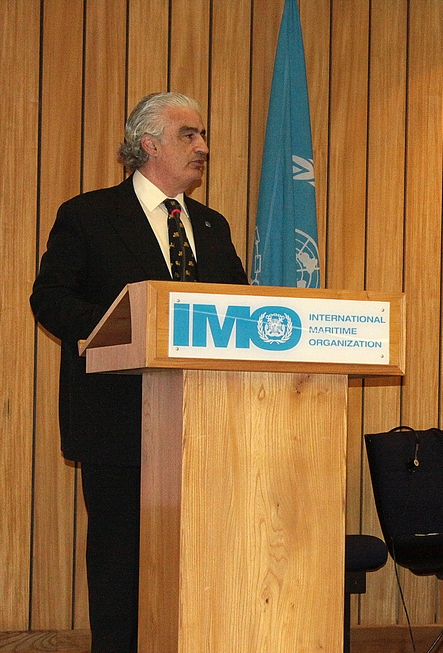
David Attard (2013)

David Joseph Attard (ur. 29 marca 1953 w Sliemie), prawnik maltański, specjalista prawa morza, sędzia Międzynarodowego Trybunału Prawa Morza z siedzibą w Hamburgu.
Ukończył studia prawnicze na Uniwersytecie Malty (1978 doktorat prawa), dyplom doktora filozofii uzyskał na Oksfordzie (1986). Od 1988 był profesorem prawa międzynarodowego publicznego na Uniwersytecie Malty, wykładał gościnnie także na szeregu innych uczelni, w tym na Sorbonie, Oksfordzie, uniwersytecie w Rzymie, kolegium spraw zagranicznych w Pekinie. Jako specjalista prawa morza występował w charakterze doradcy lub eksperta m.in. instytucji Unii Europejskiej. Był też doradcą przedstawicielstwa Malty w Zgromadzeniu Ogólnym Narodów Zjednoczonych oraz szefem delegacji maltańskiej w komisji przygotowawczej ONZ ds. Międzynarodowego Trybunału Prawa Morza. W latach 2004–2011 był w grupie ekspertów przy Stałym Trybunale Arbitrażowym w Hadze. W 2011 pełnił krótko funkcję kanclerza Uniwersytetu Malty.
W 2011 został wybrany na sędziego Międzynarodowego Trybunał Prawa Morza, obowiązki sędziowskie objął 1 października 2011.
Jest autorem szeregu publikacji z prawa międzynarodowego, a praca The Exclusive Economic Zone in International Law została w 1987 wyróżniona branżową nagrodą Paula Guggenheima. Attard został również odznaczony m.in. francuską Legią Honorową (2004), hiszpańskim Orderem Izabeli Katolickiej (2009), Orderem Zasługi Republiki Włoskiej (2010), a także maltańskim Narodowym Orderem Zasługi (2007).